# San Marino Open 1993
San Marino Open 1993 — жіночий тенісний турнір, що проходив на відкритих кортах з ґрунтовим покриттям Centro Tennis Cassa de Risparmio в Сан-Марино (Сан-Марино). Належав до турнірів 4-ї категорії в рамках Туру WTA 1993. Цього разу турнір WTA San Marino відбувсь утретє і востаннє й тривав з 26 липня до 1 серпня 1993 року. Несіяна Марція Гроссі здобула титул в одиночному розряді й отримала 18 тис. доларів США.

## Фінальна частина

### Одиночний розряд
Марція Гроссі —  Барбара Ріттнер 3–6, 7–5, 6–1
- Для Гроссі це був 1-й турнір в одиночному розряді за кар'єру.

### Парний розряд
Анна-Марія Чеккіні /  Патрісія Тарабіні —  Флоренсія Лабат /  Барбара Ріттнер 6–3, 6–2